# شورستان علیا (قزوین)
عنوان‌ظاهری
شورستان علیا (قزوین)، روستایی از توابع بخش رودبارالموت شهرستان قزوین در استان قزوین ایران است.

## جمعیت
این روستا در دهستان الموت بالا قرار دارد و براساس سرشماری مرکز آمار ایران در سال ۱۳۸۵، جمعیت آن ۲۱۶ نفر (۶۶خانوار) بوده‌است.

## زبان
شورستان علیا زبان تاتی را با گویش الموتی صحبت می‌کنند.
امامزاده ی روستا:
این روستا دارای یک امام زاده (امام زاده زین الدین) که هر سال در ماه محرم مردم از روستا های مجاور و دیگر روستا ها به آنجا میروند.